# David McKenzie (ciclista)
David Cameron McKenzie (Shepparton, 6 agosto 1974) è un ex ciclista su strada australiano.
Professionista tra il 1995 ed il 2005, vinse un campionato nazionale e una tappa al Giro d'Italia.

## Carriera
Le principali vittorie da professionista furono undici tappe all'Herald Sun Tour (due nel 1995, due nel 1996, una nel 1997, due nel 1998, una nel 2001, due nel 2002 e una nel 2003), tre tappe al Tasmania Summer Tour nel 1996, i campionati australiani nel 1998, una tappa al Tour de Langkawi nel 1999, una tappa al Giro d'Italia e una tappa al Circuito Montañés nel 2000, una tappa al Tour Down Under, una tappa al Tour de Beauce e la Melbourne to Warrnambool Classic nel 2001, una tappa al Tour of Qinghai Lake e il Tour of Queensland nel 2003, una tappa al Tour of Queensland nel 2004 e una tappa al Tour of Japan nel 2005. Partecipò all'edizione del 1999 del campionato del mondo e prese parte al Giro d'Italia del 2000 in cui si impose nella settima tappa, la Vasto Teramo di 182 km, dopo una fuga in solitaria di 166 km.

## Palmarès
- 1994

1ª tappa Olympia's Tour (Amsterdam > Amsterdam)
- 1995

4ª tappa Herald Sun Tour
8ª tappa Herald Sun Tour
- 1996

2ª tappa Tasmania Summer Tour
6ª tappa Tasmania Summer Tour
7ª tappa Tasmania Summer Tour
7ª tappa Herald Sun Tour
10ª tappa Herald Sun Tour
- 1997

14ª tappa Herald Sun Tour
- 1998

5ª tappa Herald Sun Tour
10ª tappa Herald Sun Tour
Campionati australiani, Prova in linea
- 1999

3ª tappa Tour de Langkawi (Seberang Jaya > Kuala Kangsar)
- 2000

7ª tappa Giro d'Italia (Vasto > Teramo)
8ª tappa Circuito Montañés
- 2001

6ª tappa Tour Down Under (Adelaide)
4ª tappa Tour de Beauce (Saint-Georges > Saint-Georges)
Grafton to Inverell Cycling Classic
Melbourne to Warrnambool Classic
1ª tappa Herald Sun Tour (Melbourne)
Baw Baw Classic
Classifica generale Tour of Gippsland
3ª tappa Tour of Sunraysia
4ª tappa Tour of Sunraysia
- 2002

1ª tappa Herald Sun Tour (Melbourne)
6ª tappa Herald Sun Tour (Nagambie > Violet Town)
- 2003

4ª tappa Tour of Qinghai Lake (Nidao > Qinghai Lake)
3ª tappa Herald Sun Tour (Geelong)
Classifica generale Tour of Queensland
- 2004

4ª tappa Tour of Queensland (Bundaberg)
Classifica generale Tour of Gippsland
6ª tappa Tour of Sunraysia
8ª tappa Tour of Sunraysia
- 2005

2ª tappa Tour of Japan (Tōdai-ji Temple > Nunome Dam Circuit, Nara)
1ª tappa Canberra Tour
3ª tappa Canberra Tour
5ª tappa Tour of Gippsland
10ª tappa Tour of the Murray River (Mildura)
Goulburn-Sydney
- 2006

1ª tappa, 1ª semitappa Tour de Perth
3ª tappa Tour de Perth
Classifica generale Tour de Perth

## Altri successi
- 1993

Criterium di East Trentham
Criterium di Lake Eppalock
Sunbury-Castlemaine
- 1994

3ª tappa Jayco Bay Cycling Classic (Geelong > Geelong)
- 1995

2ª tappa Jayco Bay Cycling Classic (Barwon Heads > Barwon Heads)
- 1996

1ª tappa Jayco Bay Cycling Classic (Mornington > Mornington)
5ª tappa Jayco Bay Cycling Classic (Torquay > Torquay)
Classifica generale Jayco Bay Cycling Classic
- 1998

Ashburton-Melbourne
Criterium di Mount Buller
Classifica generale Mount Buller Cup
- 1999

2ª tappa Jayco Bay Cycling Classic (Portarlington > Portarlington)
3ª tappa Mount Buller Cup
- 2001

Criterium di Nagambie
Criterium Tatersall
- 2002

4ª tappa Jayco Bay Cycling Classic (Portarlington > Portarlington)
Kermesse di Izegem
- 2004

3ª tappa Jayco Bay Cycling Classic (Geelong > Geelong)
Cruterium di Somerset
- 2005

2ª tappa Jayco Bay Cycling Classic (Portarlington > Portarlington)

## Piazzamenti

### Grandi giri
- Giro d'Italia

2000: 113º

### Competizioni mondiali
- Campionati del mondo

Verona 1999 - In linea: ritirato